# Cascades de Trollhättan
Les cascades de Trollhättan (en suec, Trollhättefallen) pertanyen al riu Göta de Suècia. La caiguda s'inicia al pont de Malgö (en suec, Malgöbron) al centre de la ciutat de Trollhättan, província de Västra Götaland, i té una alçada total de 32 m, la qual cosa representa la caiguda més alta dels 44 m del riu Göta, que flueix des del llac Vänern fins a l'estret de Kattegat. El millor lloc per contemplar les cascades és des del pont d'Oskar (en suec, Oskarsbro) (58° 16′ 49″ N, 12° 16′ 38″ E / 58.28028°N,12.27722°E 58° 16′ 49″ N, 12° 16′ 38″ E / 58.28028°N,12.27722°E / 58.28028, 12.27722), que tenen una il·luminació especial per ressaltar-ne la bellesa de nit.

## Història
Abans de la construcció de la planta d'energia hidroelèctrica les caigudes eren de 900 m³/s, i les cascades s'estenien fins a Olidehålan. La part inferior de la caiguda s'anomenava «Caiguda de l'infern» (Helvetesfallet). A més, el lloc es considera l'origen del gegant Mímir de la mitologia nòrdica.
Hui dia el riu Göta només segueix el curs originari en ocasions especials. Se'n controla el cabal amb les rescloses de Trollhättan per proveir les centrals hidroelèctriques, que regulen el nivell d'aigua del llac Vänern; també es fa una atracció turística en les jornades dels «dies de les cascades» (tercer divendres de juliol) i n'arriba la descàrrega a 300 m³/s. El major volum d'aigua de les cascades s'utilitza en les centrals hidroelèctriques d'Håjum i Olidan. Per això, només es pot contemplar la cascada quan s'obren les comportes i s'alliberen les aigües del curs natural i se'n recupera el torrent originari.
Al llarg dels segles, el lloc ha inspirat visitants i artistes, com Esaias Tegnér, Otto Lindblad i Carl von Linné, en reconegudes obres.

### Riu Göta Älv
El riu, a la desembocadura, té un cabal mitjà de 570 m³/s i, a causa de les inundacions passades, preocupa que el seu llit no siga prou per desguassar un cabal màxim de 1.000 m³/s, ja que es calcula que, en cas de fortes pluges, caldria augmentar-ne el flux per evitar que les inundacions del llac Vänern causaren danys. L'any 2001, el llac es negà quasi un metre per sobre del nivell màxim. En aquest moment, el riu Göta permetia una descàrrega de 1.100 m³/s durant mesos, amenaçant amb ensulsiades de terra.

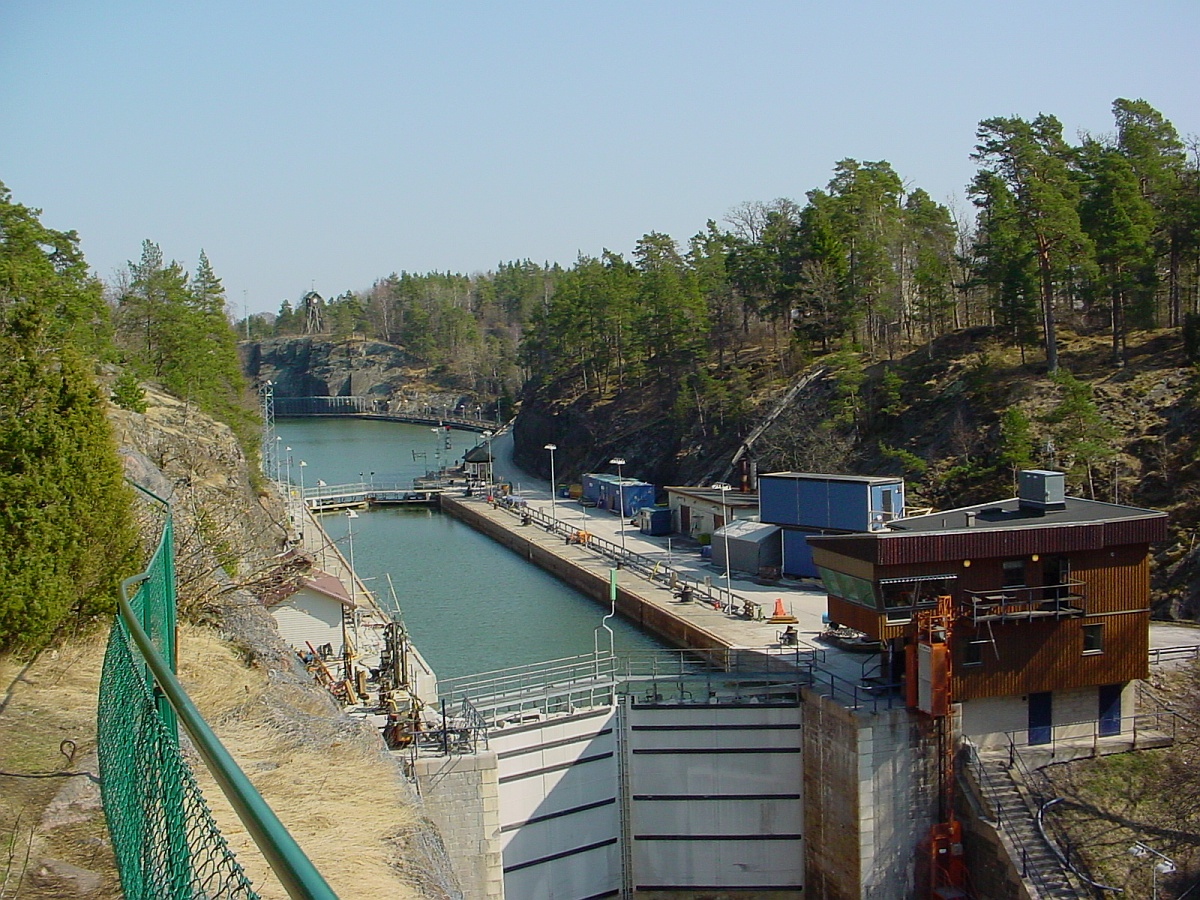
Sistema de rescloses a Trollhättan sluss, construïdes el 1916

### Canal de rescloses de Trollhättan
El rei Harald III de Noruega en l'estiu del 1064 remuntà el riu Göta amb una flota de 60 naus de combat, però les cascades de Trollhättan foren barreres naturals que l'obligaren a traure els vaixells a terra per superar-les. Aquest esdeveniment impulsà la planificació d'una via navegable en la dècada de 1520, en l'època de Gustau I de Suècia. Però les obres no en començaren fins al 1607, sota el poder de Carles IX de Suècia. Al llarg de la construcció del canal de Trollhättan, l'adequació de les cascades fou sempre la principal dificultat natural per a desplegar el projecte.
Al 1700, Christopher Polhem (1661-1751) impulsà el Polhems slussled, el primer projecte formal per permetre la navegació al Göta älv amb dos sistemes de rescloses per sobrepassar els obstacles naturals del riu. Els seus treballs començaren al 1747 a Trollhättan però no s'acabaren per manca de diners. Al 1800, quan s'inaugurà el primer enllaç navegable entre el llac Vänern i la mar del Nord, les cascades de Trollhättan es pogueren sobrepassar amb un sistema de rescloses. La capacitat, però, n'era molt petita i quan s'obrí el canal al 1832, calia apmpliar-lo. Aproximadament 11 km del riu han estat condicionats amb derivacions i rescloses per fer-lo navegable, el darrer projecte se n'inaugurà al 1916 i encara s'utilitza ara.